# 무소펜

무소펜(Musopen)은 공개 녹음, 악보 및 교육 자료를 통해 서양 클래식 음악을 창작, 제작 및 보급하는 조직이다. 가장 유명한 온라인 음악 데이터베이스 중 하나로 코럴위키 및 윈드 레퍼토리 프로젝트와 함께한다.
2006년 아론 던이 설립한 이 사이트는 캘리포니아 팔로알토에서 501(c)(3) 비영리 조직으로 운영되고 있다. 2010년에 입소문이 난 크라우드 펀딩 킥스타터 캠페인을 통해 두각을 나타냈으며, 이를 통해 다양한 오케스트라 및 실내악 작품을 녹음하기 위해 US$68,359를 모금했다. 다른 의뢰 프로젝트로는 베토벤 피아노 소나타 (베토벤) 전곡과 프레데리크 쇼팽 전곡이 있다.